# Run All Night
Run All Night (bra: Noite sem Fim; prt: Noite em Fuga) é um filme de ação de 2015 dirigido por Jaume Collet-Serra. Estrelado por Liam Neeson, Joel Kinnaman e Ed Harris, foi lançado em 13 de março de 2015.

## Elenco
- Liam Neeson como Jimmy Conlon.
- Ed Harris como Shawn Maguire.
- Joel Kinnaman como Mike Conlon.
- Boyd Holbrook como Danny Maguire.
- Bruce McGill como Pat Mullen.
- Génesis Rodríguez como Gabriela Conlon.
- Vincent D'Onofrio como Detetive Harding.
- Lois Smith como Margaret Conlon.
- Common como Andrew Price.
- Beau Knapp como Kenan Boyle.
- Patricia Kalember como Rose Maguire.
- Daniel Stewart Sherman como Brendan.
- James Martínez como Detetive Oscar Torres.
- Radivoje Bukvic como Victor Grezda.
- Tony Naumovski como Samir.
- Lisa Branch como Angela Banks.
- Holt McCallany como Frank.
- Aubrey Joseph como Curtis 'Legs' Banks.
- Giulia Cicciari como Catelyn Conlon.
- Carrington Meyer como Lily Conlon.
- Gavin-Keith Umeh como Agente Randle.
- Malcolm Goodwin como Agente Colston.
- Nick Nolte como Eddie Conlon.

## Produção
Em janeiro de 2012, a Warner Bros. adquiriu o roteiro de Brad Ingelsby The All-Nighter por uma soma de seis dígitos. No mês seguinte de novembro, Liam Neeson entrou em negociações para estrelar o filme e se tornou um bloqueio em janeiro de 2013. Nessa época, o diretor Jaume Collet-Serra se apegou ao filme e o título foi alterado para Run All Night.
As filmagens começaram em 3 de outubro de 2013.

## Música
Em 4 de dezembro de 2014, foi anunciado que Junkie XL comporia a música do filme.

## Recepção
Run All Night arrecadou US$ 26,5 milhões na América do Norte e US$ 40,5 milhões em outros territórios para um total mundial de US$ 67 milhões, contra um orçamento de US$ 50 milhões.
Em seu fim de semana de estreia, o filme arrecadou US$ 11 milhões, terminando em segundo lugar nas bilheterias atrás de Cinderela (US$ 70,1 milhões). O público era 52% feminino (considerado alto para um filme de ação com elenco masculino) e 86% acima de 25 anos. Ele caiu 54,3%, para US$ 5 milhões em seu segundo fim de semana, terminando em terceiro.
Run All Night teve críticas positivas. No site Rotten Tomatoes, recebeu 59% de críticas positivas com base em 187 comentários.